# Kamienny krzyż w Lwówku Śląskim
Kamienny krzyż w Lwówku Śląskim – zabytkowa, kamienna rzeźba przypuszczalnie z XVI wieku w Lwówku Śląskim, wpisana do rejestru zabytków ruchomych województwa dolnośląskiego.
Krzyż stoi przy ulicy Przyjaciół Żołnierza (droga wojewódzka nr 297) w Lwówku Śląskim, nieopodal willi o numerze 16, naprzeciw budynku mieszkalnego nr 23; ok. 50 m od wiaduktu kolejowego linii kolejowej nr 283. Jest wykonany z piaskowca, z bogato występujących w okolicy miasta złóż tej skały. Na środku obiektu widać ślad białej farby. Wymiary krzyża wynoszą ok.: 115 cm wysokości, 80 cm szerokości i 25 cm głębokości. Na kamieniu widnieją niezidentyfikowane ryty: litery BC (lub BL). Na krzyżu wyryta jest także wtórnie data 1849. W górnej części obiektu znajduje się wgłębienie w kształcie walca – przypuszczalnie na świecę.
W niektórych miejscach pojawia się informacja, że jest to tzw. krzyż pokutny (krzyż pojednania) czyli postawiony jako jeden z elementów ugody zabójcy z rodziną zabitego. Nazwa taka stosowana jest często do wszystkich istniejących kamiennych krzyży i stała się wręcz nieuprawnionym ich synonimem. W przypadku lwóweckiego krzyża nieznany jest powód jego ufundowania. Nie można określać go więc jako krzyż pokutny gdyż przyczyn jego postawienia może być wiele.